# Tse Tse Fly
Tse Tse Fly was een Britse alternatieve rockband uit Leeds, opgericht in 1988 door voormalig A.C. Temple-gitarist Paul Dorrington, samen met Jayne Lockey en Simon Cleave. Ze brachten verschillende ep's en een album uit voordat ze uit elkaar gingen in 1994. Alle drie de originele leden deden mee aan The Wedding Present.

## Bezetting
- Jayne Lockey
- Simon Cleave
- Paul Dorrington
- Mark Goodrham
- Ian McCrimmon

## Geschiedenis
Dorrington (gitaar), Lockey (zang, bas) en Cleave (zang, gitaar) formeerden de band in 1988, hoewel hun eerste publicatie pas in 1992 was, de ep Duckweed Smuggled Home, tegen welke tijd Dorrington vertrok om Peter Solowka te vervangen in The Wedding Present. De bezetting omvatte later Mark Goodrham (gitaar, zang) en Ian McCrimmon (drums). Ze volgden hun eerste publicatie met de ep Fox Under Diesel in 1993, voordat ze tekenden bij Cherry Red, die in 1994 hun enige album Mudflat Joey uitbracht. Na het uitbrengen van het album sloten Lockey en Cleave zich aan bij The Wedding Present, waarmee Tse Tse Fly effectief werd beëindigd. Cleave was ook lid van Cinerama. Een tweede album dat de eerste twee ep's en vier extra nummers combineert, werd in 2001 uitgebracht bij Pehr Records.

## Stijl
Het geluid van de band wordt omschreven als 'gitaargekrijs', met vergelijkingen met Sonic Youth, waarbij Lockey en Cleave elkaar vaak afwisselen op zang binnen hetzelfde nummer. Hun geluid bevatte ook wat wordt beschreven als een hectische hoge bas. Ze gebruikten ook samples van geluiden zoals honden en telefoons. Bij hun latere publicaties gingen ze meer richting psychedelische rock en er werd ook een gelijkenis met The Wedding Present opgemerkt. Mike DaRonco van Allmusic, die Fox Under Diesel recenseerde, beschreef de swirly gitaareffecten en vervormde bas die hen een scherper, bijna psychedelisch gevoel gaf aan hun luidruchtige pop.

## Discografie

### Singles, ep's
- 1992: Duckweed Smuggled Home ep (Ablution)
- 1993: Fox Under Diesel ep (Morphene)
- 1994: Fledgeling (Cherry Red Records)
- 1994: Scaffolding (Cherry Red Records)

### Albums
- 1994: Mudflat Joey (Cherry Red)
- 2001: Tse Tse Fly (Pehr)